# Deus Ex Machina (Izgubljeni)
Deus Ex Machina (latinski izraz koji znači "bog iz stroja") je devetnaesta epizoda prve sezone televizijske serije Izgubljeni. Epizodu je režirao Robert Mandel, a napisali su je Carlton Cuse i Damon Lindelof. Prvi puta se emitirala 30. ožujka 2005. godine na televizijskoj mreži ABC. Glavni lik radnje je John Locke (Terry O'Quinn). 

## Radnja

### Flashback
U radnji koja se događa prije pada zrakoplova Oceanic 815 pratimo mladog Johna Lockea koji upoznaje tajanstvenu ženu (Swoosie Kurtz) u supermarketu u kojem je zaposlen. Njih dvoje kasnije se ponovno susretnu na parkiralištu kada Locke vidi ga da žena promatra. Nakon sučeljavanja, ona otkriva Lockeu svoje ime - Emily Locke. Locke upita svoju majku o svom ocu, a Emily mu tvrdi da on nema oca već da je bezgrešno začet. Sve to natjera Lockea da unajmi privatnog istražitelja koji pronalazi njegovog oca, Anthonyja Coopera (Kevin Tighe). Kada ga Locke posjeti u njegovom bogatom domu, otac ga prihvaća raširenih ruku. Njih dvojica izgrade snažan odnos i često zajedno odlaze u lov. Jednoga dana Locke dolazi ranije kod svog oca i vidi ga kako prima dijalizu. U konačnici Locke sazna da njegovom ocu otkazuje jedan od bubrega pa mu ponudi svoj kako bi ga spasio. Nakon operacije Locke se budi u bolnici i saznaje da je njegov otac već otišao. Emily dolazi i objašnjava Lockeu da je Anthony zapravo bio taj koji im je oboma ušao u trag te da ja njoj platio kako bi ona stupila prva u kontakt sa svojim sinom, a sve to kako bi Cooper dobio toliko potreban bubreg. Devastiran otkrićem, Locke odlazi iz bolnice i dovozi se do očeve kuće gdje ga čuvar ne želi pustiti (premda se ranije Locke s njim sprijateljio). Kako se odvozi automobilom, Locke se rasplače zbog ovakve izdaje vlastitih roditelja.

## Na otoku
Na otoku, Locke i Boone Carlyle (Ian Somerhalder) grade trebuše kako bi otvorili prozor okna. Ne uspijevaju, pa Locke ljutito udara po prozoru. Boone primijeti da je Lockeova noga ozlijeđena, ali Locke kaže da ne osjeća nikakvu bol i te noći otkriva da gubi osjećaje u nogama. 
U međuvremenu Sawyera muče glavobolje pa Jack shvaća da je dalekovidan te da su mu potrebne naočale zbog toga što sve više čita u posljednje vrijeme (otkako je došao na otok). Uz pomoć Sayida, oni mu naprave jedne naočale od dijelova njih nekoliko koje su pronašli u olupini aviona. 
Te noći tijekom sna Locke govori Booneu da će im otok dati znak, a u tom trenutku on primijeti mali žuti zrakoplov kako se ruši u džungli. U snu Locke također otkriva i tajnu o Booneu. Probudivši se rano sljedećeg dana, Locke i Boone kreću u potragu za avionom. Nakon što Boone izrazi svoje sumnje, Locke mu kaže za tajnu koju je saznao u snu što Boonea uvjeri da Locke govori istinu. Uskoro pronalaze raspadnuti leš katoličkog svećenika koji nosi pištolj. Nakon kratkog istraživanja u blizini otkrivaju i avion koji se nestabilan nalazi na vrhu krošnje jednog drveta. Budući da je Locke izgubio osjećaj u nogama zamoli Boonea da se popne i provjeri avion. U avionu Boone otkriva statue Djevice Marije ispunjene heroinom, tijelo još jednog svećenika i radio koji radi. Boone pošalje SOS poziv, a uskoro čuje muški glas koji mu odgovara: "Je li netko tamo?" na što Boone kaže: "Mi smo preživjeli iz leta 815 kompanije Oceanic". Nakon par sekundi glas s druge strane kaže: "MI SMO preživjeli iz leta 815 kompanije Oceanic". U tom trenutku zbog Booneove nepredviđene težine i vlastite nestabilnosti avion padne niz krošnju. U panici, Locke ustaje na noge, uzima kritično ozlijeđenog Boonea na svoja ramena i kreće prema kampu.
Locke donese Booneovo tijelo do pećine i laže Jacku Shephardu (Matthew Fox) rekavši mu da je Boone pao niz liticu dok su zajedno lovili. Jack započne liječiti Boonea, a Locke nestaje u džungli i vraća se oknu. Lupa po prozoru i započne vrištati u agoniji. U tom trenutku iz prozora okna dopre snažno bijelo svjetlo. 

## Produkcija
Ovo je prva epizoda koju su zajedno napisali Damon Lindelof i Carlton Cuse. Njih dvojica kasnije će postati glavni voditelji kompletne serije i pisci najznačajnijih epizoda poput Through the Looking Glass, The Constant i The End. 

## Gledanost
Epizodu Deux Ex Machina gledalo je sveukupno 17.75 milijuna ljudi.

## Vanjske poveznice
- "Deus Ex Machina" na ABC-u